# Tobias Kern (Schauspieler)
Tobias Justus Kern (* 13. Juni 1992) ist ein deutscher Schauspieler und Synchronsprecher. Er ist die deutsche Standardstimme von Matt Prokop.

## Filmografie (Auswahl)
- 2005–2007: Disney Channels Comedy Crew
- 2006–2008: Disneys Kurze Pause
- 2008: Life Bites
- 2008: TV-Werbespot für den BR
- 2009: Mord um 12 Uhr
- 2011: Forsthaus Falkenau

## Synchronisationen (Auswahl)
Matt Prokop
- 2008: als Jimmy „The Rocket Man“ Zara in High School Musical 3
- 2010: als Tyler Sanders in Reine Fellsache
- 2010: als Evan in Meine Schwester Charlie
- 2011: als Josh Rosen in Movie Star – Küssen bis zum Happy End

### Filme
- 2007: Gregg Sulkin als Bernie in Sixty Six
- 2008: William Sehested Høeg als Dennis in Vater hoch vier – Jetzt erst recht!
- 2010: Alexander Conti als Sport in Harriet: Spionage aller Art
- 2011: Nolan A. Sotillo als Lucas Arnaz in Prom – Die Nacht Deines Lebens
- 2011: Calvin Goldspink als James Middleton in William und Kate: Ein Märchen wird wahr
- 2012: Dylan Everett als Lance Lancaster in Beste FReinde
- 2013: Caleb J. Thaggard  als Stilson in Ender’s Game – Das große Spiel
- 2014: George MacKay als Edmond in How I Live Now
- 2014: Mason Dye  als Christopher in Flowers in the Attic
- 2015: Jeff Corwin als Buck in Tinkerbell und die Legende vom Nimmerbiest
- 2017: Jason Mitchell als Glenn Mills in Kong: Skull Island
- 2020: Jacques Colimon als Max in Nocturne

### Serien
- 2006: Tahj Mowry als Ryan Barnett in The Game
- 2007–2008: Luke Erceg als Leon in Meine peinlichen Eltern
- 2010: Leo Danielsson Falenius als Petter Bengtsson in Maria Wern, Kripo Gotland
- 2010–2011: als Pudeckel in Tigerentenbande
- 2010–2011: Kyle Riabko als Ian in 90210
- 2011–2012: Gabriel Basso als Adam Jamison in The Big C
- 2012: Jean-Baptiste Shelmerdineals Hugo in Second Chance
- 2012: Bobby Lockwood als Rhydian Morris in Wolfblood – Verwandlung bei Vollmond
- 2012: als Marlon in Die Wilden Fußballkerle
- 2012: Sam Lerner als Evan in Suburgatory
- 2013: Jeremy Redleaf als Traumichnicht in Abby’s fliegende Feenschule
- 2013: Austin Vach als Austin in Bear Grylls: Get Out Alive
- 2013: Yūki Kaji als Citro in Pokémon
- 2014: Max Schneider als Ian Martinez in Crisis
- 2015–2019: Toby Sebastian als Trystane Martell in Game of Thrones
- 2016–2018: Ruggero Pasquarelli als Matteo Balsano in Soy Luna
- 2020–2022: Ludovico Tersigni als Alessandro „Ale“ Alba in Drei Meter über dem Himmel